# Eugenia Calosso
Pour l’article homonyme, voir Calosso.
Eugenia Calosso (21 avril 1878 - après 1914) est une compositrice et chef d'orchestre italienne.

## Biographie
Calosso nait à Turin, dans le Piémont. Elle étudie la composition avec Giovanni Cravero. Elle commence sa carrière en tant que cheffe d'orchestre au Casino Municipale de San Remo et poursuit ses tournées de concerts en Europe jusqu'en 1914,.
Calosso a composé des madrigaux, des lieder, des suites pour orchestre et des œuvres instrumentales pour violon et piano. Elle a écrit un opéra, Vespero, sur un livret d'Ernesto Ragazzoni (it).